# Икавука, Сиололовау
Сиололова́у Икаву́ка (англ. Siololovau Ikavuka, 8 февраля 1968) — тонганская легкоатлетка, выступавшая в толкании ядра и метании диска. Участница летних Олимпийских игр 1988 года. Первая женщина, представлявшая Тонга на Олимпийских играх.

## Биография
Сиололовау Икавука родилась 8 февраля 1968 года.
В 1988 году вошла в состав сборной Тонга на летних Олимпийских играх в Сеуле. В квалификации толкания ядра заняла последнее, 25-е место, показав результат 12,31 метра и уступив 7,09 метра худшей из попавших в финал Наталье Ахрименко из СССР. В квалификации метания диска заняла последнее, 21-е место с результатом 44,94 метра, уступив 17,60 метра худшей из попавших в финал Галине Мурашовой из СССР. Была знаменосцем сборной Тонга на церемонии открытия Олимпиады.
Икавука стала первой женщиной, представлявшей Тонга на Олимпийских играх.
В 1989 году завоевала серебряную медаль на Южнотихоокеанских мини-играх в Нукуалофе с результатом 13,82 метра.

## Личные рекорды
- Толкание ядра — 14,25 (1989)[3]
- Метание диска — 51,18 (1989)[3]